# Bombardierkäfer

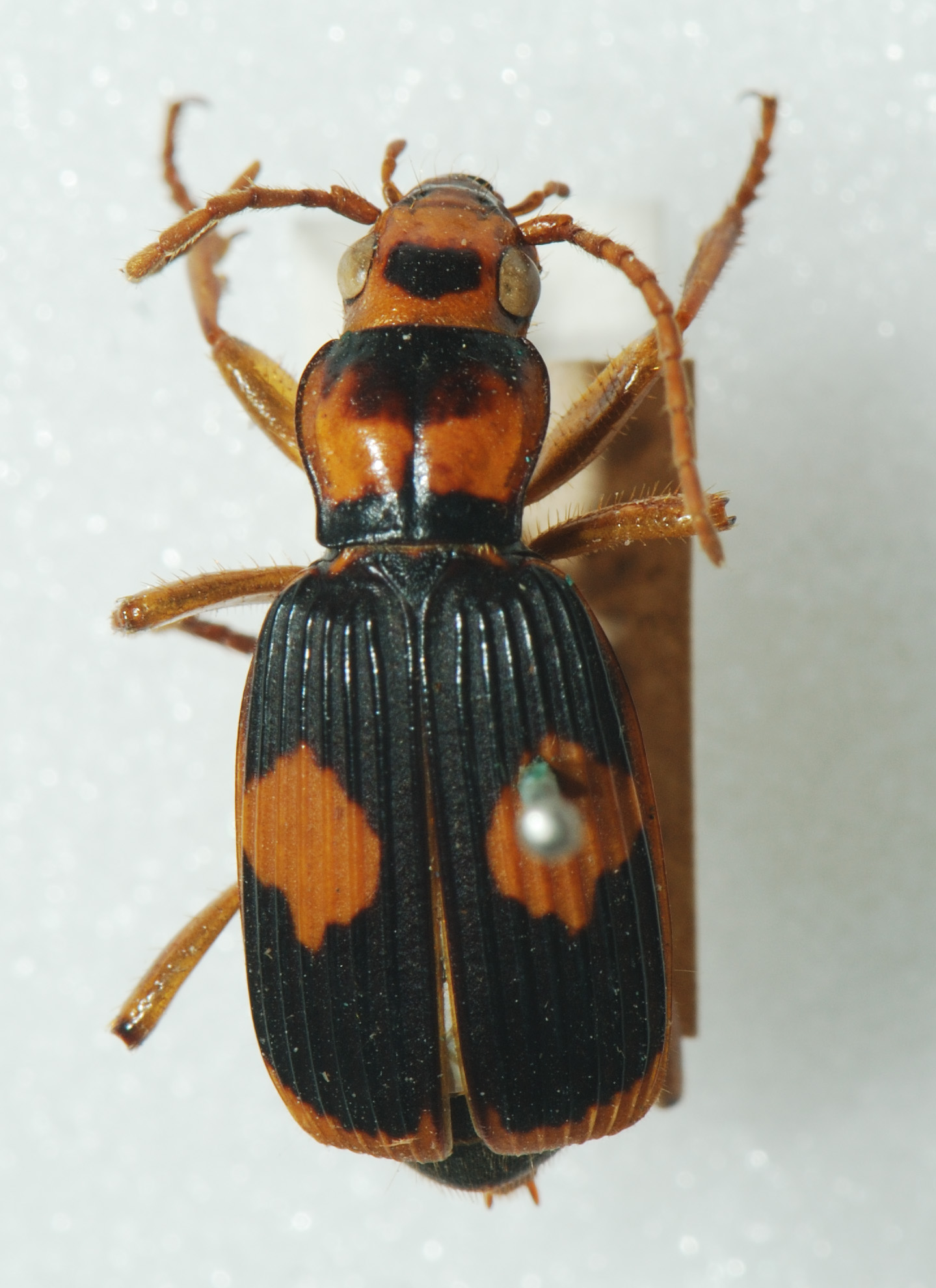
Pheropsophus verticalis aus Australien

Die Bombardierkäfer (Brachininae) stellen eine Unterfamilie in der Familie der Laufkäfer (Carabidae) dar, die weltweit mit etwa 500 Arten vorkommen. In Mitteleuropa sind sie mit zwei Gattungen und sechs Arten vertreten. In ganz Europa sind es 51 Arten. Von manchen Autoren werden sie als eigenständige Familie Brachinidae angesehen. Die Käfer sind auf offenem Gelände häufig in kleinen Gruppen unter Steinen zu finden.

## Merkmale
Die Bombardierkäfer werden 5 bis 15 Millimeter lang. Ihr Körper ist langgestreckt, ihre Deckflügel sind kürzer als ihr Hinterleib und am Ende gerade oder schräg nach innen abgestutzt. Sie sind meist blau oder grün, selten sind sie auch schwarz gefärbt. Der große Kopf und der Halsschild sind meist rot. Sie haben komplett behaarte Fühler. Am Augenrand befindet sich nur eine Supraorbitalborste. Die ersten drei Tarsenglieder der Vorderbeine der Männchen sind verbreitert. Das wichtigste Merkmal dieser Käfer ist ihr Explosionsapparat am Hinterleibsende, aus dem bei Gefahr dem Angreifer reizende und übelriechende Gase aus zwei Röhren direkt entgegen geblasen werden. Dabei ist ein deutlicher Explosionsknall zu vernehmen.

## Verteidigungsmechanismus
Die Bombardierkäfer besitzen ein eindrucksvolles Verteidigungssystem. Werden sie von einem Feind bedroht, blasen sie dem Angreifer ätzende und übelriechende Gase direkt entgegen. Der paarige Explosionsapparat am Hinterleibsende besteht aus einer Drüse, die Sekret produziert, einer Sammelblase und einer Explosionskammer. Hermann Schildknecht, ein deutscher Chemiker, untersuchte die Bombardierkäfer und stellte fest, dass die Käfer ihren Sprengstoff unmittelbar vor dem Hinausblasen durch Mischen zweier sehr reaktiver Chemikalien (Hydrochinon und Wasserstoffperoxid) herstellen.
Wenn sich den Käfern ein Feind nähert, wie beispielsweise Ameisen oder ein Frosch, spritzen sie die in der Sammelblase gelagerten Chemikalien in die Explosionskammer und geben dort genau im richtigen Moment die Enzyme Katalase und Peroxidase hinzu, um die Reaktion zu beschleunigen. In der Folge spaltet sich Wasserstoffperoxid zu Wasser und Sauerstoff und Hydrochinon oxidiert zu giftigem 1,4-Benzochinon. Dabei kommt es zu einer heftigen chemischen Reaktion, bei der sowohl Wärme als auch ein hoher Druck entstehen. Dadurch schießt ein ätzendes, etwa 100 °C heißes Gasgemisch mit einem Knall aus dem Hinterleib auf den Angreifer. Ein Käfer kann diesen Mechanismus mehrmals auslösen, weil bei einer gerichteten Explosion nicht der gesamte Chemikalienvorrat auf einmal verbraucht wird. Darüber hinaus ist der Hinterleib sehr beweglich, so dass sogar unter dem Körper nach vorne geschossen werden kann. Das Gemisch wirkt als giftiges Wehrsekret.
Die Wand der Explosionskammer ist mit einer dicken Cuticula versehen und ist mit kugeligen Gruppen einzelliger Enzymdrüsen ausgestattet. Bombardierkäfer können nicht nur präzise ihre Waffe einsetzen, sondern sogar um die Ecke schießen. Dafür haben sie zwei scheibenförmige Reflektoren an jeder Seite der Spritzdüse, mit denen sie die Gase umlenken können. Die Explosion stellt ein abwehrendes oder zumindest Erschrecken hervorrufendes akustisches und optisches Signal dar.
Novid Beheshti und Andy McIntosh von der Universität Leeds haben die gasdruckabhängigen Eingangs- und Ausgangsventile der Explosionskammer der Bombardierkäfer untersucht und den genauen Vorgang dieser Flash-Verdampfung apparativ nachvollzogen. Dabei konnte sowohl die Sprühdistanz als auch die Tröpfchengröße kontrolliert eingestellt werden, beides Faktoren, die bei der Verabreichung von Medikamenten durch Aerosolisierung eine wichtige Rolle spielen.

## Systematik
In Mitteleuropa kommen fünf Arten aus zwei Gattungen vor:
- Aptinus
  - Schwarzer Bombardierkäfer oder Alpen-Bombardierkäfer (Aptinus bombarda)
- Brachinus
  - Großer Bombardierkäfer (Brachinus crepitans)
  - Kleiner Bombardierkäfer (Brachinus explodens)
  - Brachinus sclopeta
  - Brachinus ganglbaueri